# Mistrzostwa Panamerykańskie w Badmintonie 2019
23. Mistrzostwa Panamerykańskie w Badmintonie – zawody organizowane przez Badminton Pan Am w ramach mistrzostw panamerykańskich. Rozegrano pięć konkurencji w dniach 25–28 kwietnia. Turniej został rozegrany w Aguascalientes w Gimnasio Olímpico.

## Medaliści
| Konkurencja             | 1. miejsce                      | 2. miejsce                         | 3. miejsce                                       |
| ----------------------- | ------------------------------- | ---------------------------------- | ------------------------------------------------ |
| Gra pojedyncza mężczyzn | Osleni Guerrero                 | Kevin Cordón                       | Job Castillo                                     |
| Gra pojedyncza mężczyzn | Osleni Guerrero                 | Kevin Cordón                       | Jason Ho-Shue                                    |
| Gra pojedyncza kobiet   | Michelle Li                     | Brittney Tam                       | Jennie Gai                                       |
| Gra pojedyncza kobiet   | Michelle Li                     | Brittney Tam                       | Crystal Pan                                      |
| Gra podwójna mężczyzn   | Jason Ho-Shue Nyl Yakura        | Osleni Guerrero Leodannis Martínez | Andrés López Luis Armando Montoya Navarro        |
| Gra podwójna mężczyzn   | Jason Ho-Shue Nyl Yakura        | Osleni Guerrero Leodannis Martínez | Gareth Henry Samuel O'brien Ricketts             |
| Gra podwójna kobiet     | Rachel Honderich Kristen Tsai   | Catherine Choi Josephine Wu        | Jaqueline Lima Sâmia Lima                        |
| Gra podwójna kobiet     | Rachel Honderich Kristen Tsai   | Catherine Choi Josephine Wu        | Sabrina Solis Vanessa Karmine Villalobos Vázquez |
| Gra mieszana            | Joshua Hurlburt-Yu Josephine Wu | Fabricio Farias Jaqueline Lima     | Nicolas Nguyen Alexandra Mocanu                  |
| Gra mieszana            | Joshua Hurlburt-Yu Josephine Wu | Fabricio Farias Jaqueline Lima     | Nyl Yakura Kristen Tsai                          |

## Tabela medalowa
| Poz.  | Reprezentacja     | złoto | srebro | brąz | Razem |
| ----- | ----------------- | ----- | ------ | ---- | ----- |
| 1.    | Kanada            | 4     | 2      | 3    | 9     |
| 2.    | Kuba              | 1     | 1      | 0    | 2     |
| 3.    | Brazylia          | 0     | 1      | 1    | 2     |
| 4.    | Gwatemala         | 0     | 1      | 0    | 1     |
| 5.    | Meksyk            | 0     | 0      | 3    | 3     |
| 6.    | Stany Zjednoczone | 0     | 0      | 2    | 2     |
| 7.    | Jamajka           | 0     | 0      | 1    | 1     |
| Razem | Razem             | 5     | 5      | 10   | 20    |